# LOL USA
Pour les articles homonymes, voir Lol.
Pour plus de détails, voir Fiche technique et Distribution.
LOL USA (LOL) est une comédie américaine écrite et réalisée par Lisa Azuelos et sortie en 2012. Il s'agit du remake du film français LOL qui a été réalisé par la même réalisatrice.

## Synopsis
Lola est une adolescente assez rebelle qui aime faire la fête entre amis. Le jour de la rentrée, elle pensait passer une journée sympathique de retrouvailles, mais tout bascule entre rupture et mensonges. Elle a toujours pu compter sur ses meilleures amies, mais aussi son meilleur ami Kyle, avec qui elle va créer un peu plus que de l'amitié. Comme si rien ne suffisait à l'école, la relation avec sa mère n'est pas non plus géniale. Elle ment à sa mère et sa mère lui ment aussi. Bien qu'elles s'aiment, vont-elles réussir à se retrouver comme avant ? Et Lola va-t-elle enfin être heureuse en amour sans souffrir ?

## Fiche technique
- Titre original : LOL
- Titre français : LOL USA
- Réalisation : Lisa Azuelos

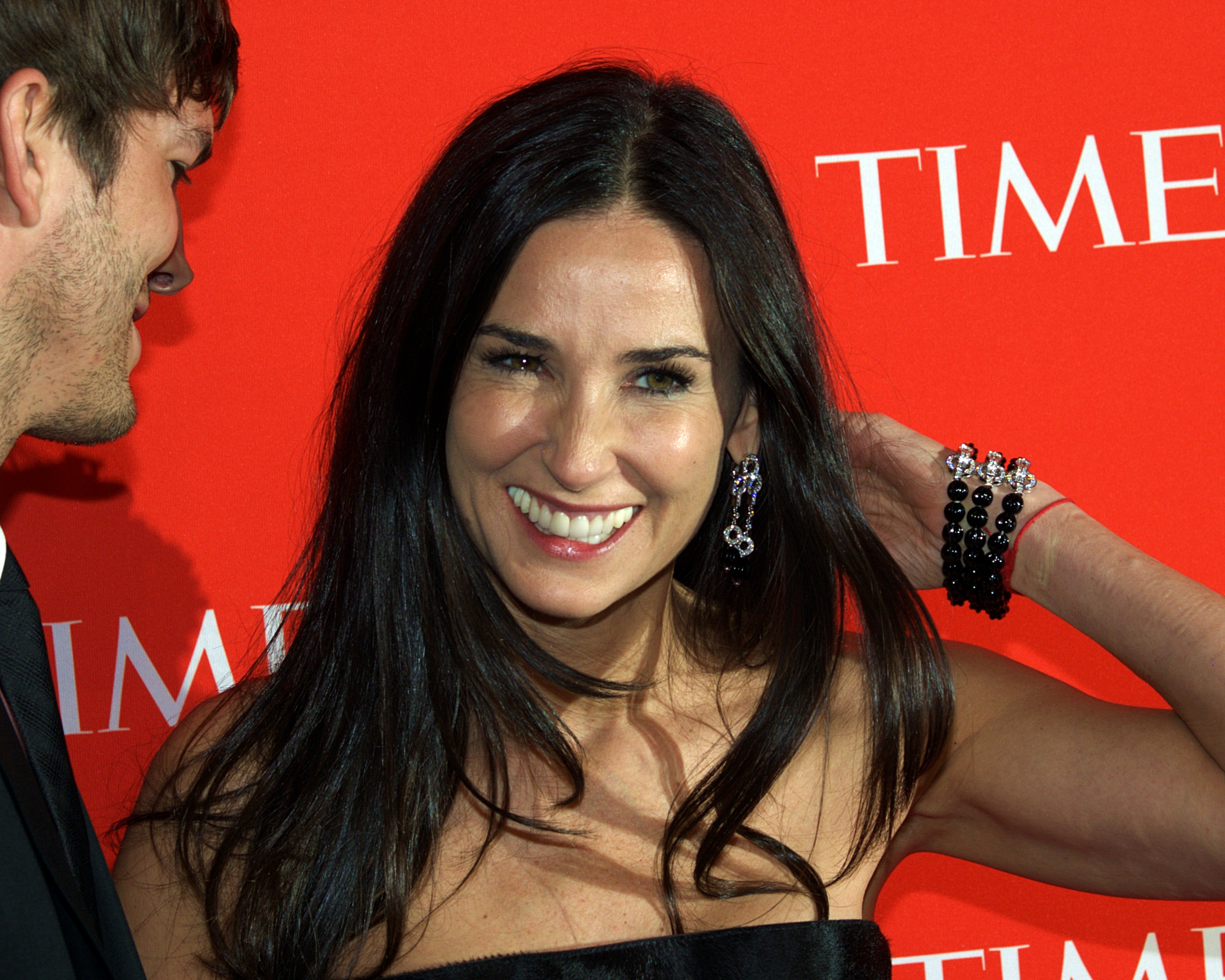
Le film marque le retour médiatique de l'actrice américaine Demi Moore, reprenant le rôle tenu dans le film français par Sophie Marceau.

- Scénario : Lisa Azuelos et Kamir Aïnouz d'après le scénario original du film LOL (Laughing Out Loud) de Lisa Azuelos et Nans Delgado
- Casting : Mickie Paskal, David Rapaport et Jennifer Rudnicke
- Direction artistique : Marc Benacerraf
- Photographie : Kieran McGuigan
- Montage : Myron I. Kerstein
- Budget: 11 000 000 $
- Décor : Summer Eubanks
- Costume : Hope Hanafin
- Musique : Rob Simonsen
- Production : 
  - Producteurs : Tish Cyrus, Esteban Martin, Michael Shamberg et Stacey Sher
  - déléguée : Lisa Azuelos, Nathan Kahane, Romain Le Grand et Jérôme Seydoux
  - coproducteur : Nicole Brown, Kelli Konop, Taylor Latham et Jim Powers
  - Société(s) de productions : Double Feature Films, Lol Productions et Mandate Pictures
  - Société(s) de distribution : Constantin Film ( Allemagne), Pathé ( France), Lions Gate Entertainment ( Royaume-Uni)
- Format : couleur - 35mm - 2,35:1 (Caméra Red One MX et Angenieux Optimo Lenses) - son SDDS et Dolby Digital
- Pays : États-Unis
- Langue : anglais
- Genre : Comédie
- Durée : 97 minutes
- Sortie :
- Singapour : 1er mars 2012
- États-Unis : 4 mai 2012
- France : 12 septembre 2012

## Distribution
- Miley Cyrus (VF : Camille Donda ; VQ : Catherine Brunet) : Lola
- Demi Moore (VF : Marie Vincent ; VQ : Élise Bertrand) : Anne, la mère de Lola
- Ashley Greene (VF : Edwige Lemoine ; VQ : Ariane-Li Simard-Côté) : Ashley
- Douglas Booth (VF : Olivier Martret ; VQ : Jean-Philippe Baril-Guérard) : Kyle
- Ashley Hinshaw (VF : Emilie Rault ; VQ : Kim Jalabert) : Emily
- Adam G. Sevani (VF : Julien Bouanich ; VQ : Sébastien Reding) : Wen
- Tanz Watson (VF : Gaël Kamilindi) : Lloyd
- Thomas Jane (VF : Guillaume Orsat ; VQ : Daniel Picard) : le père de Lola
- Gina Gershon (VF : Marjorie Frantz ; VQ : Hélène Mondoux) : Kathy
- Austin Nichols (VF : Stéphane Roux ; VQ : Nicolas Charbonneaux-Collombet) : M. Ross
- Fisher Stevens (VF : Bertrand Liebert ; VQ : Paul Ahmarani) : Roman
- Lina Esco (VF : Audrey Sablé ; VQ : Stéfanie Dolan) : Janice
- George Finn (VF : Fabrice Fara ; VQ : Kevin Houle) : Chad
- Marlo Thomas (VF : Joëlle Brover ; VQ : Johanne Garneau) : Granny, la grand-mère de Lola
- Nora Dunn (VF : Véronique Augereau) : la mère d'Emily
- Jay Hernández (VF : Cédric Dumond) : James
- Jean-Luc Bilodeau : Jeremy
- Michelle Burke Thomas : Lauren

Sources et légende : Version française (VF) sur RS Doublage, AlloDoublage et le carton de doublage. ; Version québécoise (VQ) sur Doublage.qc.ca

## Musique du film
- Everybody - Ingrid Michaelson
- You Can't Always Get What You Want - The Rolling Stones
- I'm Gonna Love You Just a Little Bit More, Babe - Rachel Rabin, Becky Henkel, Rachael Mintz, Adjoa Skinner, Linda Strawberry et Cathy Choi
- Heart on Fire - Jonathan Clay et Scott Thomas
- Somewhere Only We Know - Keane
- Houdini - Foster the People
- The Big Bang - Rock Mafia
- Microphone - Coconut Records
- Little Sister (Acoustic) - Jonathan Clay
- Location - Freelance Whales
- Cul et Chemise - BB Brunes
- Everybody's Got to Learn Sometime - Jean-Phillipe Verdin
- Birds - The Submarines
- Dreamers - Jean-Phillipe Verdin
- Little Sister - Jonathan Clay et Becky Henkel

## Box office
| Pays ou région    | Box-office     | Date d'arrêt du box-office | Nombre de semaines |
| ----------------- | -------------- | -------------------------- | ------------------ |
| États-Unis Canada | 10 052 731 $   |                            |                    |
| France            | 71 203 entrées |                            |                    |
| Mondial           | 10 052 731 $   |                            |                    |

## Lieux de tournage
- Chicago (États-Unis)
- Michigan (Etats-Unis)
- Limoges-Fourches (France)
- Paris (France)
  - 6e arrondissement : place Saint-Michel
  - 8e arrondissement : fontaines de la Concorde
  - 9e arrondissement : Sexodrome à Pigalle
  - 16e arrondissement : fontaine du Trocadéro
  - 6ème arrondissement : Pont des Arts